# Luces y sombras
Pour plus de détails, voir Fiche technique et Distribution.
Luces y sombras est un film espagnol réalisé par Jaime Camino, sorti en 1988.

## Synopsis
Un garçon est projeté dans le tableau Les Ménines de Diego Vélasquez.

## Fiche technique
- Titre : Luces y sombras
- Réalisation : Jaime Camino
- Scénario : Jaime Camino et José Sanchis Sinisterra
- Musique : Xavier Montsalvatge
- Photographie : Josep M. Civit
- Montage : Emilio Rodríguez
- Production : Jaime Camino
- Société de production : Televisió de Catalunya et Tibidabo Films
- Pays :  Espagne
- Genre : Drame et fantastique
- Durée : 105 minutes
- Dates de sortie : 
  -  Espagne : 9 septembre 1988

## Distribution
- José Luis Gómez : Diego Vélasquez
- Fermí Reixach : Philippe IV
- Martí Galindo : Don Nicolasillo Pertusato
- Víctor Rubio : Don Antonio « El Inglés »
- Noel J. Samson : Don Luis de Haro
- Montse Anda : la Ménine Isabel de Velasco
- Elisenda Nogue : la Ménine Augustina Sarmiento
- Saskia Giró : Donya Marcela de Ulloa
- Francesc Orella : El Guardadamas
- Josepa Figueras : Maribárbola
- Josep Casanovas : Don José Nieto
- Jack Shepherd (en) : Teo
- Ángela Molina : Charo
- Iñaki Aierra : Philip
- Vicky Peña : Mireia
- Maria Mercader : La Mare
- Blai Llopis : Àngel, le décorateur
- Agustí Estadella : Ortega
- Ferran Audí : Mario, l'adjudant
- Joy Blackburn : Sandra
- Patricia Manget : La Sastressa
- Alexander Torrent : Tito

## Distinctions
Le film a été nommé au prix Goya de la meilleure actrice pour Ángela Molina.